# أوتو إريش هارتليبن
أوتو إريش هارتليبن Otto Erich Hartleben (ولد في 3 يونيو 1864 في كلاوستال في منطقة الهارتس – ومات في 11 فبراير 1905 في زالو Salo) هو كاتب مسرحي وشاعر وقصاص ألماني. كان يعتبر في حياته أكثر الكتاب المسرحيين الذي تعرض مسرحياتهم وهو ينتمي إلى الحركة الطبيعية.

## حياته
نشأ هارتليبن يتيما لدى جده السيناتور إدوارد أنجرشتاين في هانوفر. درس القانون في لايبزج وبرلين. وكان من بين أصدقاءه في شبابه كارل هينكل وأرتور جوتهايل وألفريد هوجنبرج الذي أصبح فيما بعد سياسيا واقتصاديا لامعا، وأصدر الأربعة في عام 1886 المجموعة الشعرية Quartett. ومن بين الذين كان يعرفهم هارتليبن أثناء دراسته في لايبزج هيرمان كونراد وأدولف بارتيل. أصبح كاتبا في محكمة في عام 1889 في شتولبرج وماجديبورج، لكنه ما لبث أن ترك هذه الوظيفة في المجال القانوني، وتفرغ للكتابة وأقام في برلين منذ عام 1890 ثم منذ عام 1901 في ميونخ.
وفي عام 1893 مات جده وورث عنه ثمانين ألف مارك، وتزوج في 2 ديسمبر رفيقة حياته زيلما والتي كان يسميها Moppchen.
حقق نجاحه الأدبي الأول من خلال مسرحيته التراجيدية «اثنين الورود» Rosenmontag، التي تدور حول فشل علاقة غرامية بين فتاة عادية وملازم ثاني في الجيش. ومن عائدات المسرحية استطاع شراء فيلا هالكيونه Halkyone في زالو على ضفاف بحبرة جاردازيه. وهناك في عام 1903 أسس «أكاديمية هالكيونه للعلوم غير التطبيقية»، وانتمى إليها الكثيرون منهم جيرهارت هاوبتمان وفرانتس بلايْ وبيتر بيرينز وأوتو يوليوس بيرباوم وألفريد كوبين وإميل أورليك. وتلخص لائحتها في بندين هما:
- إن الانتماء إلى أكاديمية هالكيون لا يستتبع لا واجبات ولا حقوقا.
- جميع الأشياء الأخرى تنظم نفسها ضمن روح مجتمع هالكيون.

لعب هارتليبن دورا أدبيا مهما في الفترة الأدبية نهاية وبداية القرن العشرين، فأسس أو شارك في تأسيس أو التأثير لجمعيات واتحادات أدبية عديدة. كما أنه كان ضمن مصدري مجلة «الشباب» Die Jugend التي تصدر أسبوعيا، والتي تتسم نصوصها ومقالات بنبرة ساخرة من المجتمع وأخلاقياته في تلك الفترة.
حصل على جائزة جريلبارتسر في عام 1902 عن مسرحية إثنين الورود (Rosenmontag).

## من أعماله
- يوميات طالب (قصائد 1886)
- أنجيله (مسرحية هزلية 1891)
- كلمة شرف 1894
- أبياتي (قصائد 1895)
- اثنين الورود 1900

## روابط خارجية
- أوتو إريش هارتليبن على موقع IMDb (الإنجليزية)
- أوتو إريش هارتليبن على موقع الموسوعة البريطانية (الإنجليزية)
- أوتو إريش هارتليبن على موقع ميوزك برينز (الإنجليزية)
- أوتو إريش هارتليبن على موقع ديسكوغز (الإنجليزية)
- أوتو إريش هارتليبن على موقع كينوبويسك (الروسية)